# Carrer Major (la Vilella Alta)
El Carrer Major és un carrer del municipi de la Vilella Alta (Priorat) protegit com a bé cultural d'interès local.

## Descripció
És el carrer principal del poble i presenta una alineació perfecta. Les cases han estat construïdes en períodes diferents. Generalment són d'una o dues crugies i tenen dos o tres pisos l'últim dels quals correspon generalment a les golfes. Són cases fetes de pedra, generalment arrebossades, encara que a les més noves o als afegitons és més corrent l'ús del maó. Les teulades són de teula i al ràfec de les cases més antigues hi sol figurar l'any de la construcció. En aquestes darreres les portes solen ésser fetes de pedra amb dovelles, en tant que a les noves el sistema utilitzat és l'arc de descàrrega fet amb maons. És un dels raríssims carrers dels pobles del Priorat que té una alineació tan acusada.

## Història
La tradició popular atorga a un a un sector del carrer el privilegi de ser les primeres cases del poble basant-se en la seva antiguitat. Hom es refereix concretament a les cases numerades antigament amb el núm.15, 16 i 17, consecutives a mà esquerra i cap a la fi del carrer. Això no obstant, hom posa en dubte aquest fet per la mateixa forma del carrer, massa rectilini per a pertànyer a l'època en què apareixen les primeres cites cap a la fi del s. XIII. Les cases que porten la data a la dovella i les més antigues porten la data de 1676. Això no exclou, però, que n'hi hagi de més antigues.